# 苏里高
苏里高（Surigao），又譯殊里爻，位于菲律宾棉兰老岛东北部，为北苏里高省省会。其面积245.34平方公里。

## 扩展阅读
- WOWSurigao.com - the City of Island Adventures, Philippines （页面存档备份，存于）
- Official Website of Surigao City Government （页面存档备份，存于）
- Philippine Standard Geographic Code （页面存档备份，存于）